# 喬季爾博基
50°1′46″N 27°1′40″E / 50.02944°N 27.02778°E
喬季爾博基（烏克蘭語：Чотирбоки）是位於烏克蘭西部赫梅利尼茨基州的舍佩蒂夫卡區的村莊，始建於1480年，面積0.21平方公里，海拔高度275米，2001年人口1,435，人口密度每平方公里6,866人。